# Juls Serger
Juls Serger (født 2. oktober 2001 i Dortmund) er en tysk sanger og skuespiller. Som har medvirket i flere film. Han har været med i sæson 8 af den danske dramaserie Badehotellet som den unge tyske soldat Stefan Berger.